# 岷山山脈

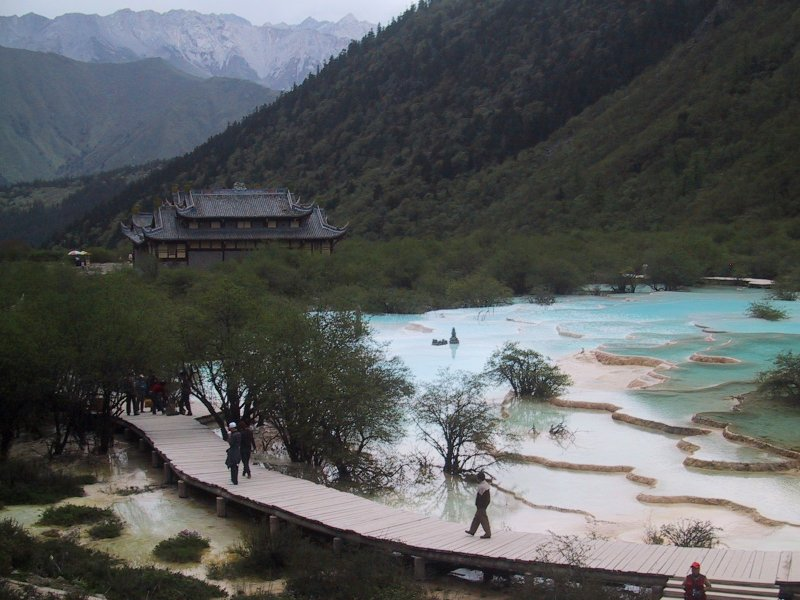
黄龍風景区の湿地

岷山山脈（みんざんさんみゃく、びんざんさんみゃく、岷山、拼音: mín shān）は、中国西南部の高い山脈。甘粛省南部から四川省西北部にかけて約500kmにわたり伸びる山脈。汶山ともいう。
標高4000mから4500mの高山が連なり、山頂には氷河もある。ユーラシアプレートの下にインドプレートが入り、チベット高原が隆起した際、同時に隆起して形成された。さらに氷河の浸食作用により現在の地質や地形が形成された。
山脈北部は甘粛省と四川省の境を北西＝東南方向に伸び、山脈の南部は四川省西北部のアバ・チベット族チャン族自治州を南北に伸びる。主峰の雪宝頂（シャトゥンリ）は同自治州松潘県内にある、白い雪を頂くチベットの聖山で、標高は5,588m。
さらに岷山山脈の西には邛崍山脈が並行し、東には龍門山脈が北東＝南西方向に伸び四川盆地の西側に屏風のように立つ。邛崍山脈の四姑娘山は海抜6,250m、龍門山脈の九頂山は4,984mに達する。これらの山並みの南の延長線上には峨眉山がある。
岷山は長江水系と黄河水系の分水界でもある。岷江や白水江（嘉陵江の上流）など岷山の東や南に発する河川は、最終的には長江に合流する。一方、白河（別名・嘎曲）、黒河など、岷山の北西に発する川は、松潘県の北西に広がる草原や湿地を経て黄河上流に合流する。
岷山山脈には深い森林と険しい渓谷が続き、鉱物資源や森林資源が豊富である。またジャイアントパンダやキンシコウなど絶滅に瀕する希少生物の主な生息地でもある（四川省のジャイアントパンダ保護区を参照）。また風景もすぐれ、九寨溝、黄龍風景区、青城山などは代表的な景勝地である。